# Chasmocranus longior
Chasmocranus longior är en fiskart som beskrevs av Eigenmann 1912. Chasmocranus longior ingår i släktet Chasmocranus och familjen Heptapteridae. Inga underarter finns listade i Catalogue of Life.